# Dave Lee
Dave Russell Lee (anciennement connu sous le nom de scène Joey Negro), né le 18 juin 1964 sur l'île de Wight, est un disc jockey et producteur anglais, notamment connu pour son titre Make A Move On Me.
Jakatta ou encore Raven Maize sont également certains de ses pseudonymes. En 2020, il abandonne le nom de scène Joey Negro sous lequel il s'est fait connaître.

## Discographie

### Albums
- 1993 : Universe of Love
- 1997 : Get Down Tonight (avec Andrew Livingstone)
- 1998 : Here Comes the Sunburst Band (crédité The Sunburst Band)
- 2002 : Visions (crédité Jakatta)
- 2004 : Until the End of Time (crédité The Sunburst Band)
- 2008 : Moving with the Shakers (crédité The Sunburst Band)

### Singles

#### Joey Negro
- 1990 : Do It, Believe It
- 1991 : Above & Beyond EP (avec Andrew Livingstone et Viv Hope-Scott)
- 1991 : Do What You Feel (avec Andrew Livingstone, Viv Hope-Scott et Debbie French) - #36 UK
- 1991 : Reachin' - #70 UK
- 1992 : Enter Your Fantasy EP - #35 UK
- 1993 : What A Life/Universe Of Love (avec The Trammps)
- 1993 : What Happened To The Music (avec The Trammps et Andrew Livingstone) - #52 UK
- 1997 : Can't Get High Without U (avec Pete Z. et Taka Boom) - #1 US Dance
- 1999 : Must Be The Music (avec Taka Boom) - #8 UK
- 2000 : Saturday (avec Taka Boom) - #41 UK
- 2005 : Make A Move On Me (avec Taka Boom) - #11 UK, #59 Australia, #40 Ireland, #1 US Dance
- 2005 : Scattering Stars

#### Jakatta
- 2000 : American Dream - #3 UK, #63 Australia
- 2001 : American Dream (Remix) - #63 UK
- 2001 : So Lonely (avec Monsoon) - #8 UK, #51 Australia
- 2001 : Röyksopp - Poor Leno (remix)
- 2002 : My Vision (avec Seal) - #6 UK
- 2002 : One Fine Day (avec Beth Hirsch) - #39 UK
- 2004 : Visions EP
- 2005 : Shimmering Stars (avec Michele Chiavarini)

#### Raven Maize
- 1989 : Together Forever (avec Romana Brooks et Blaze) - #67 UK
- 1996 : Together Forever '96
- 2001 : The Real Life - #12 UK
- 2002 : Fascinated (avec Michele Chiavarini et Katherine Ellis) - #37 UK

#### The Sunburst Band
Le groupe est composé de Michele Chiavarini, Julian Crampton, Thomas Dyani-Akuru, Tony Remy, Michael J. Parlett et Colin Graham.
- 1998 Sunburn EP (avec Jessica Lauren)
- 1998 : Ease Your Mind
- 1999 : Garden Of Love
- 1999 : Radiant EP (avec Michele Chiavarini)
- 2004 : Far Beyond (avec Michele Chiavarini)
- 2004 : Fly Away (avec Pete Simpson)
- 2004 : Just Do It/Every Day (avec Luci Martin, Norma Jean Wright et Taka Boom)
- 2004 : Thin Air EP (avec Taka Boom)
- 2005 : He Is/Fly Away (Remixes)
- 2005 : U Make Me Hot
- 2006 : For All Eternity/Twinkle
- 2008 : Rough Times (avec Yolanda Wyns)
- 2008 : Fashion/Journey to the Sun (avec Pete Simpson et Katherine Ellis)

#### Doug Willis
- 1993 : Syndrum Syndrome EP
- 1995 : Bodyshine
- 1996 : Down To The Disco EP
- 1997 : Doug-Ism EP
- 1998 : Armed And Extremely Douglas (avec Michele Chiavarini et Taka Boom)
- 1998 : Doug Shit EP (avec Michele Chiavarini et Carolyn Harding)
- 2000 : Skate Dancer (avec Taka Boom)
- 2003 : Get Your Own
- 2007 : Doug Dastardly (avec Michele Chiavarini et Pete Simpson)
- 2007 : Dougswana (avec Zeke Manikiya et Michele Chiavarini)
- 2008 : Doug's Disco Brain double CD

#### Prospect Park
- 1997 : Movin' On (avec Carolyn Harding) - #55 UK
- 1999 : ESP (avec Bernard Thomas et Carolyn Harding)
- 2001 : Surrender (avec Mr. Pink)
- 2002 : I Got This Feelin' (avec Michele Chiavarini et Taka Boom)
- 2003 : Spinnin' (avec Michele Chiavarini et Linda Clifford)
- 2005 : Get Down Tonight

#### Mistura
- 1993 : Coast to Coast
- 1998 : Tonight (avec Maxine McClain)
- 1999 : Think Positive (avec Michele Chiavarini, Viv Hope-Scott et Carolyn Harding)
- 1999 : Runnin' (avec Luke Smith, Viv Hope-Scott et Carolyn Harding)
- 2002 : Sweet Magic (avec Michele Chiavarini et Taana Gardner)

#### Sessomatto
- 1996 : I'm Back
- 1996 : Can't Fight the Feeling (avec Taka Boom)
- 2000 : Moody (avec Michele Chiavarini et Taka Boom)
- 2003 : I Need Somebody (avec Thelma Houston)
- 2006 : Movin' On (avec Michele Chiavarini et Carolyn Harding)
- 2007 : You're Gonna Love Me (avec Carolyn Harding)

#### Z Factor
- 1996 : Gotta Keep Pushin'
- 1999 : Give It On Up
- 1999 : Make A Move On Me
- 2001 : Ride The Rhythm
- 2002 : Rock Ur Body
- 2007 : Bang
- 2008 : We'll Keep Climbing/Somebody (avec Dawn Tallman et Manfred Orange)

#### Foreal People
- 1998 : Does It Feel Good 2U? (avec Michele Chiavarini et Taka Boom)
- 1999 : Discotizer (avec Michele Chiavarini, Taka Boom et Dave Clarke)
- 1999 : Shake (avec David Grant)
- 2001 : Gotta Thing (avec Michele Chiavarini et Taana Gardner)

#### Akabu
- 2000 : Your Wildest Dreams (avec Michele Chiavarini et Viv Hope-Scott)
- 2001 : Ride The Storm (avec Michele Chiavarini et Linda Clifford) - #69 UK
- 2003 : The Way
- 2004 : Don't Hold Back (avec Michele Chiavarini et Steve Burton)
- 2005 : Phuture Bound (avec Michele Chiavarini)
- 2006 : I'm Not Afraid Of The Future (avec Michele Chiavarini, Pete Simpson et Yoland Wyns)

#### M-D-Emm productions
- 1988 : Get Acidic EP, crédité M-D-Emm (avec Mike Cheal et Mark Ryder)
- 1988 : Burn It Down, crédité M-D-Emm (avec Mike Cheal et Mark Ryder)
- 1988 : Don't Stop (We're So Hot), crédité M-D-Emm (avec Mike Cheal et Mark Ryder)
- 1988 : Fanning The Flames, crédité M-D-Emm (avec Mike Cheal et Mark Ryder)
- 1988 : Get Busy (It's Party Time), crédité M-D-Emm (avec Mike Cheal et Mark Ryder) - #100 UK
- 1988 : Playin' With Fire EP, crédité M-D-Emm (avec Mike Cheal et Mark Ryder) - #98 UK
- 1989 : Get Hip To This, crédité M-D-Emm (avec Mike Cheal, Mark Ryder et Nasih)
- 1989 : Do You Want Me, crédité Skeletor (avec Mark Ryder)
- 1989 : Check It Out, crédité Masters Of The Universe (avec Mark Ryder)
- 1989 : I Wanna Do It, crédité 2 The Max (avec Mike Cheal)
- 1990 : Space Talk, crédité Masters Of The Universe (avec Mark Ryder)

#### Autres noms d'emprunt
- 1990 : Report to The Dancefloor, crédité Energise
- 1990 : Can't Give You Up, crédité Life On Earth (avec Andrew Livingstone, Pat Leacock et Winston Marvaya)
- 1991 : Nighttime, crédité Hookline & Singer (avec Andrew Livingstone, Pat Leacock et Judge Jules)
- 1991 : One Kiss, crédité Pacha (avec Blaze et Debbie French)
- 1994 : Latin Connection EP, crédité Agora
- 1994 : Our Love, crédité The Away Team (avec Andrew Livingstone et Gerideau)
- 1994 : Girls & Boys, crédité Hedboys (avec Andrew Livingstone)
- 1995 : Mutual DIY EP, crédité Hedboys (avec Andrew Livingstone)
- 1995 : Stargazer EP, crédité Jupiter Beyond
- 1995 : On My Mind, crédité The Away Team (avec Andrew Livingstone)
- 1995 : Life on Mars EP, crédité Men From Mars (avec Andrew Livingstone)
- 1995 : Sun Power EP, crédité Men From Mars (avec Andrew Livingstone)
- 1999 : The Loving Game/Sweet Embrace, crédité Raw Essence (avec Michele Chiavarini et Maxine McClain)
- 2000 : Do U Love What U Feel, crédité Raw Essence (avec Maxine McClain)
- 2001 : Love & Affection, crédité Mr. Pink presents The Program (avec Mr. Pink) - #22 UK
- 2002 : That’s How Good Your Love Is, crédité Il Padrinos (avec Danny Rampling et Jocelyn Brown)
- 2004 : Keep On, crédité Avalanche
- 2005 : You're Not Alone, crédité Dave Lee (avec Michele Chiavarini et Ann Saunderson)
- 2007 : What's Happening, crédité AC Soul Symphony (avec Michele Chiavarini et Pete Simpson)
- 2007 : Latronica, crédité Dave Lee